# Hadashi no megami
Hadashi no megami (jap. 裸足の女神) – trzynasty singel japońskiego zespołu B’z, wydany 2 czerwca 1993 roku. Osiągnął 1 pozycję w rankingu Oricon i pozostał na liście przez 26 tygodni, sprzedał się w nakładzie 1 735 890 egzemplarzy. Singel zdobył status płyty Milion. Został wydany ponownie 26 marca 2003 roku. 
Utwór tytułowy został wykorzystany w reklamie samochodu Toyota Corolla „Levin”.

## Lista utworów
| Nr | Tytuł                                 | Czas |
| -- | ------------------------------------- | ---- |
| 1. | „Hadashi no megami” (jap. 裸足の女神) | 4:28 |
| 2. | „KARA・KARA”                          | 3:46 |

## Muzycy
- Tak Matsumoto: gitara, kompozycja i aranżacja utworów
- Kōshi Inaba: wokal, teksty utworów
- Masao Akashi: bas, aranżacja
- Jun Aoyama: perkusja
- Toshihiko Furumura: saksofon (#2)
- MARCY (EARTHSHAKER)： chórek (#1)
- Maki Ōguro: chórek (#1)
- B+U+M

## Notowania
| Lista                                  | Pozycja |
| -------------------------------------- | ------- |
| Oricon Weekly Singles Chart            | 1       |
| Oricon Monthly Singles Chart           | 1       |
| Oricon Yearly Singles Chart (rok 1993) | 5       |